# Danie Coetzee
Pour les articles homonymes, voir Coetzee.
Pas d'image ? Cliquez ici

a Compétitions nationales et continentales officielles uniquement.

b Matchs officiels uniquement.
Dernière mise à jour le 3 février 2024.
Danie Coetzee, né le 2 septembre 1977 à Harrismith (Afrique du Sud), est un joueur international sud-africain de rugby à XV. Il évolue au poste de talonneur (1,85 m pour 110 kg).

## Carrière

### En club
Danie Coetzee commence sa carrière avec les Free State Cheetahs, avant de rejoindre les Bulls en 2002.
Il s'engage avec le club anglais des London Irish en 2005. Il met un terme à sa carrière en 2010.

### En équipe nationale
Danie Coetze effectue son premier test match avec l'Afrique du Sud le 6 juillet 2002 à l’occasion d’un match contre l'équipe des Samoa.
Il dispute la Coupe du monde 2003 (4 matchs).

## Palmarès
- 15 sélections avec les Springboks
- Sélections par saison : 1 en 2002, 11 en 2003, 2 en 2004 et 1 en 2006.